# Tritemnodon
Tritemnodon – wymarły rodzaj ssaków pradrapieżnych zwanych także kreodontami (Creodonta). Żył 54-38 milionów lat temu (eocen). Skamieniałości znaleziono w formacji Willwood w Big Horn County i w Lower Bridger Formation w Uinta County w Wyoming. Osiągał rozmiary dzisiejszego wilka.

## Gatunki
- T. agilis